# مركز حمامة التواصل مع العالم
مركز حمامة للتواصل مع العالم (بالإنجليزية: Dove World Outreach Center)‏ أو كما يعرف بالترجمة اللفظية دوف وورلد أوتريتش، هي مجموعة دينية مسيحية لاطائفية تتبع فكر المسيحية الكاريزمية تأسست في 1986 وقام بتأسيسه دونالد نورثرب وريتشارد رايت، يقع مركزها في غاينيسفيل، فلوريدا، الولايات المتحدة، يتزعم هذا المركز القسين تيري جونز وسيلفيا جونز، اكتسب هذا المركز سمعة سيئة بعد عام 2000 حيث بدأ العداء للإسلام ووإطلاق الرسائل المناهضة للمثليين، وإعلانه بحرق المصحف يوم السبت يوم ذكرى اعتداءات الحادي عشر من ايلول/سبتمبر 2001.

## تاريخ المركز واقسامه
تأسس المركز في عام 1986 من قبل دونالد نورثرب وريتشارد رايت، وأصبح معروفا كمركز مسيحي مشارك في المساعي الخيرية.
كما يمتلك المركز كنيسة فرعية في والدو، ولاية فلوريدا، بالولايات المتحدة في ثمانينات القرن الماضي (بقيادة دونالد ج. رايت)، وكنيسة الشقيقة في كولونيا، بألمانيا، تدعى (كنيسة المجتمع المسيحي في كولونيا) التي كانت قد تأسست تحت قيادة القس جونز، وهو من مواطني ولاية ميسوري، في الفترة من 1981-2008 (في البداية كفرع من وزارات ماراناثا)، وبعد ذلك واصلت الكنيسة تحت قيادة جديدة ومستقلة. وهي حاليا أكبر كنيسة غير الكاثوليكية في منطقة كولونيا، بون العاصمة.
المركز يدير أيضا «أكاديمية حمامة التواصل مع العالم» في غاينيسفيل.

## دونالد نورثرب
زوجته دولوريس (من مواليد نوفا سكوشا) حيث تزوجا في عام 1946، انخرط دونالد نورثرب مع المبشرين في جنوب أفريقيا من عام 1960 إلى عام 1977. تشارك دونالد نورثرب وتيري جونز لأول مرة مع بعضها البعض على أنها ناشطين في الحرم الجامعي لإرساليات ماراناثا وهي منظمة مسيحية كاريزمية التي أسسها بوب وينر روز، استمر عمل هذه المؤسسة من عام 1971-1990.نقل مقر إرساليات ماراناثا إلى مدينة غاينيسفيل، في ولاية فلوريدا في عام 1970، حينها قرر دونالد نورثرب الانتقال إلى نفس الولاية ونفس المدينة ليبتدئ إنشاء كنيسة حمامة التواصل مع العالم.
رأس نورثرب كنيسة حمامة للتواصل مع العالم منذأن تم إنشائها حتى وفاته في عام 1996 ، واصلت زوجته دولوريس المشاركة في مختلف أنشطة إرساليات ماراناثا من الكنيسة والقس إلى أن تقاعدت المرأة من الأنشطة في عام 2004، تم استبعدها فيما بعد من الجماعة في عام 2009 بسبب ابدائها المخاوف حول مستقبل الكنيسة في إطار أسرة جونز.

## تيري جونز
تيري جونز وهو مواطن من كيب غيراردو، ولاية ميزوري المتزوج من جونز سيلفيا ولديه طفلان، هما لوقا وايما (وهذه الأخيرة هي المبعدة منهم من عائلة والكنيسة). كان أحد مسؤولي فرع من فروع إرساليات ماراناثا.
نشر تيري جونز، في آب / أغسطس عام 2010، كتاب الإسلام هو الشيطان، واثار جدلا حول أن الإسلام هو دين عنف.

## محاربة الإسلام

### اللافتات المناهضة للإسلام
في عام 2009، نشر مركز حمامة التواصل مع العالم على الحدائق العامة في أمريكا، لافتات مكتوبة بعبارت كبير وخط أحمر، عبارة «الإسلام هو الشيطان». وجهت هذه الحملة بانتقاد كبير من مجلس العلاقات الأمريكية الإسلامية ونشطاء محليين، حيث نفذ ت تضاهرة أم أمام مقر الكنيسة. ومع ذلك، وبحلول 31 يوليو تموز، نشرت الكنيسة لافتة أخرى حيث اقتبست جزء من سورة التوبة، مشيرة إلى أن القرآن قد أقر «قتل الكفار أينما كانوا»

### قمصان معادية للإسلام
أيضا في عام 2009، قام أعضاء من كنيسة حمامة للتواصل مع العالم بإرسال أطفالهم إلى العام الدراسي الجديدوهم يرتدون فمصان مكتوب عليها في الجه الأمامية «اجاب يسوع أنا هو الطريق والحق والحياة، لا أحد يذهب إلى الآب إلا بي. أقف في الثقة مع مركز التوعية الحمامة». وعلى الجهة الخلفية «الإسلام هو الشيطان». الأمر الذي أسفر عن إعادة بعض الطلاب إلى منازلهم من قبل إدارة المدارس والثانويات في تلك المدينة، وإجبارهم على تغيير قمصانهم.

### احتجاج كولومبوس، بأوهايو
وشارك مركز حمامة للتواصل مع العالم في اجتماع حاشد في نوفمبر 2009 بمدينة كولومبوس، بأوهايو. التجمع الذي كان لدعم رفقة باري المسلمة وتحولت إلى المسيحية، حيث ارتدى بعض الذين حضروا التجمع قمصانا عليها عبارة «الإسلام هو الشيطان»، على الرغم من انزعاح بعض المشاركين الآخرين في التجمع من العبارت المتكوبة على القمصان.

## الحملة الدولية لحرق القرآن
| ”           | يجب علينا أن نبعث برسالة واضحة إلى العناصر المتطرفة للإسلام | “ |
| —تيري جونز. |                                                             |   |

في تموز / يوليو 2010، أعلنت الكنيسة عقد «اليوم الدولي لحرق القرآن»، حيث سيقوم أعضاء الكنيسة بإحراق كتاب القرآن، في الذكرى السنوية لهجمات 11 أيلول / سبتمبر. [أثار هذا الإعلان بالإدانة من قبل المنظمات الدينية، بدءا من توصية من الجمعية الوطنية للإنجيليين لإلغاء الحدث 

## ردود الفعل

### محليا
وكانت الكنيسة قد انتُقدت بشدة من قبل شخصيات محلية مختلفة دينية وسياسية في ولاية فلوريدا بسبب عدائها ضد الإسلام وعدائها للشذوذ الجنسي. وردا على ذلك، تم إنشاء منتدى الأديان في غاينيسفيل في نوفمبر 2009 بمشاركة من جامعة هيليل إسرائيل، وجماعة بريث إسرائيل، وفرد من السكان المسلمين، وطالب المنتتدى بإعلان يوم 11 سبتمبر بانها "يوم التضامن الأديان"". المنتدى المقرر عقد "التجمع من أجل السلام والتفاهم والأمل" في الكنيسة الميثودية الثالوث المتحدة في اليوم السابق.

## وطنيا ودوليا
وتلقى ادانة الكنيسة من شخصيات دينية في المقام الأول نظرا لموقفها المعادي للإسلام، بما في ذلك انتقادات من قبل رابطة مكافحة التشهير، جامعة الأزهر ، والرابطة الوطنية للإنجيليين، ورئيس للثقافة الإسلامية في إيران والعلاقات المنظمة (الذي اعتبر اقتراح حرق القرآن «صهيوني»).

## وصلات خارجية
- مركز حمامة التواصل مع العالم الموقع الرسمي
- استعراض القلب الشجاع، صفحة اليوتيوب الخاصة بالقس تيري جونز